# Aunis
1374–1790
Entités précédentes :
- Saintonge

Entités suivantes :
- Royaume de France

L’Aunis (prononcé [o.nis] ou [o.ni]) est une région historique et culturelle française, correspondant à une ancienne province ayant eu pour chef lieu la ville de Châtelaillon (Castrum Allionis) puis La Rochelle à partir du XIIIe siècle.
Son territoire, qui était pour sa superficie le plus petit des trente-deux gouvernements de France en 1789, correspond de nos jours au quart nord-ouest du département de la Charente-Maritime.
Cet ancien comté mérovingien créé en 778, est redevenu officiellement un gouvernement indépendant de la Saintonge par la volonté du roi de France : « En 1374, Charles V détacha La Rochelle de la Saintonge pour en faire un gouvernement particulier qui comprenait dans sa juridiction Rochefort, Marennes et quelque temps Benon. C'est alors que l'Aunis apparaît légalement comme une province distincte ». Comme les trente-deux autres provinces françaises, l'Aunis a disparu en 1790 lors de la création des départements.
Ses habitants sont les Aunisiens. Outre la capitale, La Rochelle, la province comptait les villes de Surgères, Marans, Rochefort et l'île de Ré. Les trois autres îles de l’actuel département de la Charente-Maritime, Oléron, Aix et Madame, appartenaient à la province de Saintonge — mais relevaient administrativement du Gouvernement de « La Rochelle et du Pays d'Aunis » au XVIIIe siècle.

## Géographie

La province de l'Aunis au XVIIIe siècle et les communes actuelles.

## Toponymie
Le nom de cette petite province de l'Ouest de la France apparaît pour la première fois en 785. À la suite de la partition de l'Aquitaine en neuf comtés, décrétée par Charlemagne en 778, celui d'Aunis est créé et son nom, orthographiée « pagus Alnensis », apparaît alors dans le testament du comte Roger.
Mais l'étymologie de cette petite province a donné lieu à bien des interprétations différentes, et même à des fantaisies qui ont encore cours aujourd'hui. De nos jours, elle ne fait toujours pas l'unanimité parmi les historiens et étymologistes.
Cependant, trois interprétations intéressantes sont émises par les étymologistes, sans qu'il soit possible de trancher :
- Selon certains étymologistes, il faudrait lier le nom de la province à ses origines sylvestres, où les aulnes étaient des arbres très fréquents à l'époque médiévale ; ce serait le  « pays des aulnes »[7].
- Pour d'autres, il faut rapprocher le nom de la province de celui de la tribu des Alains, qui envahit la Gaule en 406[8].
- Enfin, la troisième interprétation relie le nom de l'Aunis à l'histoire mouvementée de la ville de Châtelaillon dans sa période médiévale. La première capitale de l'Aunis fut en effet Châtelaillon (aujourd'hui Châtelaillon-Plage), désignée sous le nom de « Castrum Allionis » signifiant « château d'Aunis ». Cette dernière théorie est celle qui semble avoir la faveur d'un grand nombre d'historiens[9].

## Héraldique
| Blason | Blasonnement : « De gueules à la perdrix couronnée d'or. » |

## Histoire
Longtemps, deux courants de pensées diamétralement opposés se sont heurtés concernant l’histoire ancienne de l’Aunis (L’Aunis antique, un déni d’histoire – Gil Arqué - in : revue Le Picton N°243 – mai-juin 2017 – pp 4-7) :
Le premier, issu d'historiens illustres à partir du XVIIIe siècle, a perduré dans la mémoire collective jusqu’à nos jours. Il peut se résumer en trois phrases :
- « Pendant l’antiquité, la région, qui sera tardivement appelée Aunis et reconnue comme une province, sera longtemps à l’écart de la civilisation. » ;
- « À l'époque celtique, puis gallo-romaine, la partie septentrionale de la Santonie qui sera nommée à l’époque médiévale l’Aunis est une région longtemps délaissée, à l’écart de la civilisation, comme de tout axe de communication. » ;
- « Toutes ces caractéristiques naturelles réunies feront de cette région, (…), souvent inondée, marécageuse, peu saine, peu riche, facile à défendre, mais ne pouvant servir de point d’appui pour une attaque une contrée inhospitalière pendant de longs siècles. »

Le second est résumé dès 1885 par Georges Musset en introduction à son ouvrage sur la préhistoire de la Charente-Inférieure (La Charente-Inférieure avant l’histoire et dans la légende – La Rochelle – 1885 – Georges Musset – pp 1/2) :
«  La Saintonge, de l'avis de tous, très anciennement peuplée, a joué un rôle à l’époque gallo-romaine et même gauloise, tandis que l’Aunis aurait été une sorte de Thébaïde, un pays désert, enfiévré, malsain, coupé par des fondrières et des marécages, le refuge de tous les malhonnêtes gens et des déclassés. Ce n’est que tardivement selon tous qu’il se serait peuplé, et l’unanimité des affirmations de cette nature nous dispense de renvoyer à aucune d’elles, tant cette opinion a été celle de tous ceux qui se sont occupés de l’histoire de l’Aunis, sauf peut-être Lesson et Fleuriau de Bellevue. Cette idée nous l’avons combattue plusieurs fois, notamment à l’Association française pour l’avancement des sciences, à La Rochelle. Nous ne recommencerons pas ce plaidoyer. Nous nous contenterons simplement de dire que l’Aunis comme la Saintonge a été peuplé aux époques de la préhistoire, que nous retrouvons dans ce coin de terre les traces de la civilisation de la pierre et du bronze, et que si, toutes choses égales, le nombre des stations découvertes en Aunis n’est pas aussi considérable que celui des stations saintongeaises, la raison en est dans ce fait que l’exploration de l’Aunis, à ce point de vue spécial, ne remonte qu’à peu de temps, et qu’un très petit nombre d’archéologues s’y emploient. »
Celui-ci s'appuie sur un constat : les découvertes archéologiques existent, elles sont nombreuses et contredisent les affirmations précédentes. Si l’ouvrage de Musset présente la liste des traces préhistoriques signalées en Charente-Maritime et notamment en Aunis à la fin du XIXe siècle, il faut attendre 1978 pour qu’un état des lieux sur l’Aunis antique soit publié dans les pages de la Revue de la Saintonge et de l’Aunis (Inventaire archéologique de l’Aunis. Période gallo-romaine, par Jean Métayer et Jean Flouret – in : Revue de la Saintonge et de l’Aunis – Tome IV – 1978).
Aujourd’hui, la synthèse des découvertes archéologiques présente de l’Aunis un territoire rural constellé de petites exploitations agricoles, puis de villas gallo-romaines, reliées entre elles par un maillage de chemins secondaires. Depuis la préhistoire, jusqu’au début ou peut-être milieu du Moyen-Âge, la configuration géographique très particulière de cette contrée diffère peu. C’était une presqu’île entourée d’îlots émergents. Les actuels marais (marais poitevin bordant le nord et marais de Rochefort le sud) étaient des indentations maritimes pénétrant profondément le tracé du littoral que nous connaissons aujourd’hui. La carte archéologique démontre une activité humaine importante à toutes les périodes, y compris sur la presque totalité des émergences isolées. (Histoire de l’Aunis et de la Saintonge – Des origines à la fin du VIe siècle – Collectif sous la direction de Louis Maurin – 2007).
Certains signes confirment une activité économique organisée autour d’au moins 3 axes principaux : l’exploitation du sel de mer dès la protohistoire, la viticulture et la pêche. La découverte de très nombreuses monnaies romaines, y compris des trésors monétaires, issues de tout l’empire et couvrant les 4 premiers siècles de notre ère, précise l’importance du commerce local (Le médaillier des musées d’art et d’histoire de La Rochelle – l’empire romain – le trésor monétaire du IIIe siècle de « Puy Lizet » découvert sur la commune de La Flotte – Gil Arqué – Archéaunis 2016).
Les sites étudiés sont riches de productions importées démontrant un commerce très ouvert, facilité par les voies maritimes. (voir les travaux et publications de l'association rochelaise ARCHEAUNIS : https://archeaunis.blogspot.fr/ [archive])
La Commune de Saint-Georges-du-Bois a livré deux découvertes d’importance pour l’histoire antique de l’Aunis : Un amphithéâtre estimé à 3000 places et un temple de type « fanum » (Un fanum découvert à Saint-Georges-du-Bois ? par Michel Bernard, Denis Briand et Georges Durand – in : La lettre d’Archéaunis N°33 – 2009 -  (ISSN 1247-9950) - pp 2-4), deux lieux de rassemblement qui précisent bien une organisation humaine structurée.

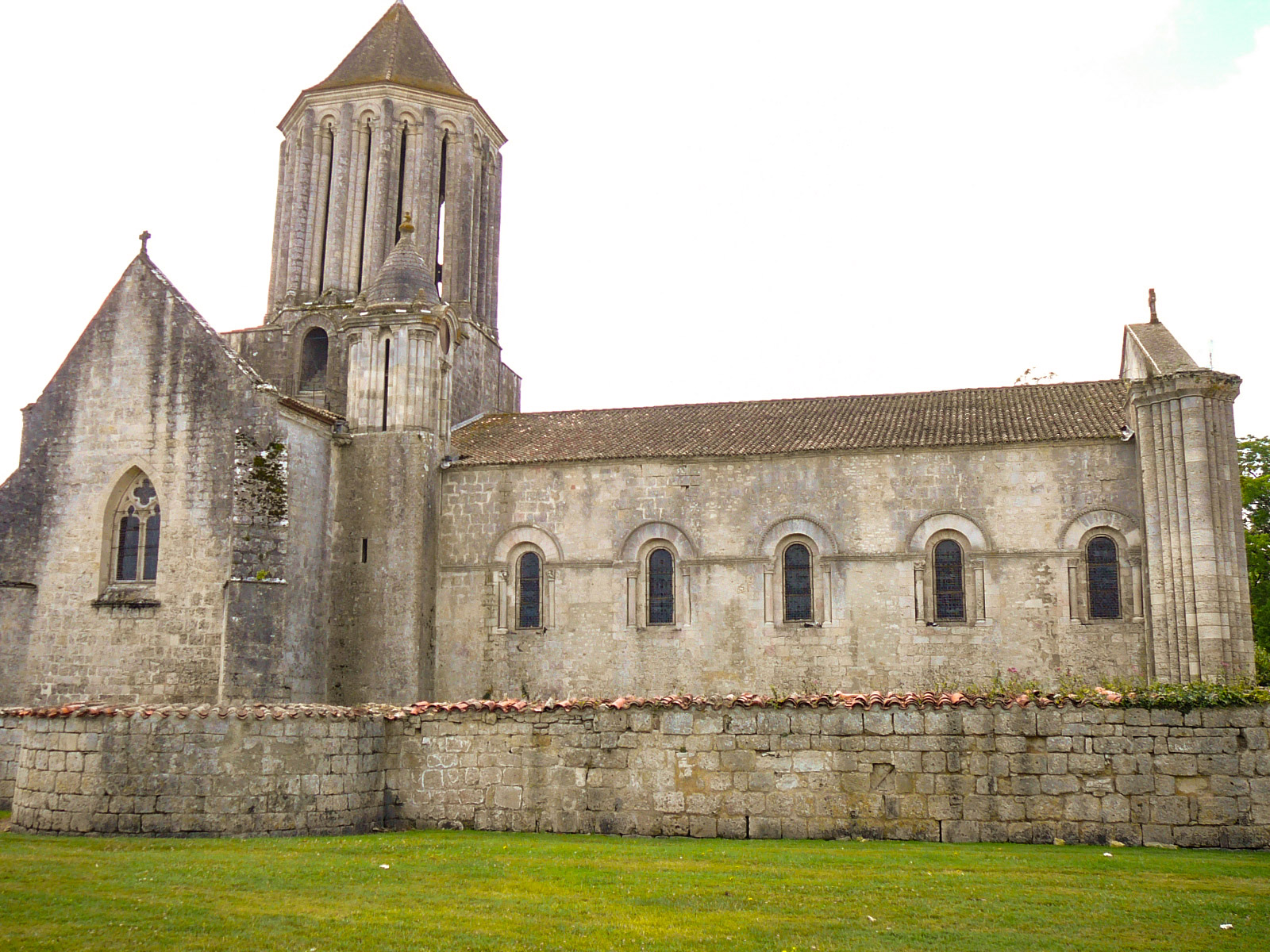
L'église Notre-Dame de Surgères.

### Lepagus alnensispendant le Moyen Âge
C'est pendant le règne carolingien que cette partie de la Saintonge fait véritablement irruption dans l'Histoire.
Son nom, pagus Alnensis, apparaît pour la première fois en 785. Elle dépendait alors des comtes du Poitou. Vers la fin du Xe siècle, à la suite de l'effondrement du pouvoir carolingien, l'Aunis se détacha de la Saintonge et eut pour première capitale, Châtelaillon.
Aux IXe et Xe siècles, les comtes de Poitou s'empressèrent d'abord de fortifier le littoral de l'Aunis. Ils érigèrent la puissante forteresse de Châtelaillon avec ses quatorze tours, afin de parer à la menace que constituaient les Vikings. Mais les incursions répétées des Normands à l'intérieur des terres, où ils remontaient le cours des fleuves et des rivières, créaient une insécurité encore plus grande. C'est pourquoi le comte de Poitou établit, dans sa petite province, la cité fortifiée de Surgères au IXe siècle ou encore le castrum de Benon, avec « un donjon qui s'élevait au milieu d'une place, entourée de deux chemins de ronde et de trois larges douves ».
À partir du XIe siècle, les comtes de Poitou commencèrent à s'intéresser à l'arrière-pays de cette petite région, longtemps isolée et délaissée, et décidèrent alors de la mettre en valeur. Tout d'abord, ils encouragèrent l'installation de puissantes abbayes afin de défricher l'antique forêt d'Argenson. Benon accueillit l'abbaye de la Grâce-Dieu, qui fut la toute première abbaye cistercienne à être fondée en Aunis, celle-ci participa activement au mouvement de défrichement. Grâce aux moines défricheurs, de vastes clairières furent ouvertes dans l'antique forêt pour y fixer des villages et des cultures (blé, avoine, orge) et y planter assez précocement la vigne. Ce puissant mouvement monastique, relayé ensuite par les seigneurs laïcs, participa au défrichement de l'Aunis dès le XIe siècle. Mais c'est surtout aux XIIe et XIIIe siècles que cette mise en valeur, de ce qui constituera plus tard la plaine de l'Aunis, connaîtra son plein développement.
Sur le littoral, des salines ont été aménagées et ont fait les débuts de la richesse de l'Aunis, et, à partir du XIe siècle, assuré la prospérité de la province. Châtelaillon devint rapidement la grande cité fortifiée de l'Aunis et un important port par lequel transitaient le sel de l'Aunis et le vin de la Saintonge.
À la suite de la chute de Châtelaillon en 1130, La Rochelle prit rapidement de l'importance et devint la nouvelle capitale de l'Aunis : « La chute de Châtelaillon date de 1130, mais ce n'est qu'en 1144 que le domaine entier de la famille Alon fut démembré. Une partie passa aux Mauléon, en particulier la presqu'île d'Aunis sur laquelle allait s'élever dès 1151 la nouvelle ville de La Rochelle ».
L'Aunis fut occupée en 1130 par le duc d'Aquitaine Guillaume X, portée en dot par Aliénor d'Aquitaine à Louis VII, puis, après le divorce de la duchesse, à Henri II, roi d'Angleterre, devenu duc d'Aquitaine par son mariage. L'Aunis fut rattachée au domaine royal par Louis VIII en 1224. La province passa sous domination anglaise en 1360 par le traité de Brétigny signé par Jean II. En 1370, le royaume de France s'allie au roi de Castille. La flotte castillane intercepte le corps expéditionnaire anglais à La Rochelle le 22 juin 1372 et l'anéantit le 23. La campagne pour la reconquête du Poitou, de l'Aunis, de la Saintonge et de l'Angoumois commence aussitôt après la Bataille de La Rochelle. Les îles de Ré et d'Oléron font leur soumission le 26 août. La Rochelle, grâce à un habile stratagème de Jean Chaudrier, se libère de l'occupation anglaise le 15 août. La ville ouvre ses portes le 8 septembre après avoir négocié sa soumission au roi de France.

### L'Aunis devient une province particulière en 1374
Le pays de Châtelaillon faisait partie de la province de la Saintonge, ancienne cité gauloise des Santons. « En 1374, Charles V détacha La Rochelle de la Saintonge pour en faire un gouvernement particulier qui comprit dans la juridiction Rochefort, Marennes et quelque temps Benon. C'est alors que l'Aunis apparaît légalement comme une province distincte ». 

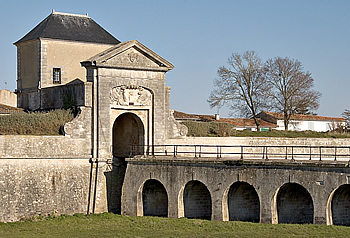
Les fortifications de Vauban à Saint-Martin-de-Ré.

L'Aunis était une province beaucoup plus étendue à l'époque médiévale, et elle a connu de nombreuses fluctuations de ses limites territoriales. Elle s'étendait du Marais Poitevin au nord, jusqu'à la basse vallée de la Charente, au sud. À l'ouest, elle incluait l'île de Ré, ainsi que l'île d'Aix, face à l'embouchure de la Charente. Par contre, ses terres, à l'est, ont connu des limites extrêmement variables et qui sont demeurées incertaines. Il semble bien que l'Aunis s'étendait jusqu'aux portes de Niort et incluait également la viguerie de Saint-Jean-d'Angély. Lors de la création officielle de la province en 1374, pendant le règne de Charles V, l'Aunis reçoit Rochefort et Marennes, mais ses limites à l'est ne sont pas précisées.

### L'Aunis pendant la Réforme
La Réforme s'y introduisit dès le temps de François Ier et y devint très puissante : l'Aunis fut le dernier rempart de la résistance du parti, qui ne succomba qu'avec La Rochelle en 1628.

### L'Aunis à la fin de l'Ancien Régime
Lors de la création des départements français à la Constituante de 1790, l'Aunis est une très petite province autant par sa superficie que par sa population. Malgré la résistance de ses habitants et l'intervention énergique de ses députés, elle a été associée en 1790 à la plus grande partie de la Saintonge pour former le département de la Charente-Inférieure.

## Citation
Rabelais, Gargantua, chapitre 33 : (les conseillers à Picrochole) :
« L'aultre partie, cependent, tirera vers Onys, Sanctonge, Angomoys et Gascoigne, ensemble Perigot, Medoc et Elanes. Sans resistence prendront villes, chasteaux et forteresses. »

## Principaux monuments
À La Rochelle :

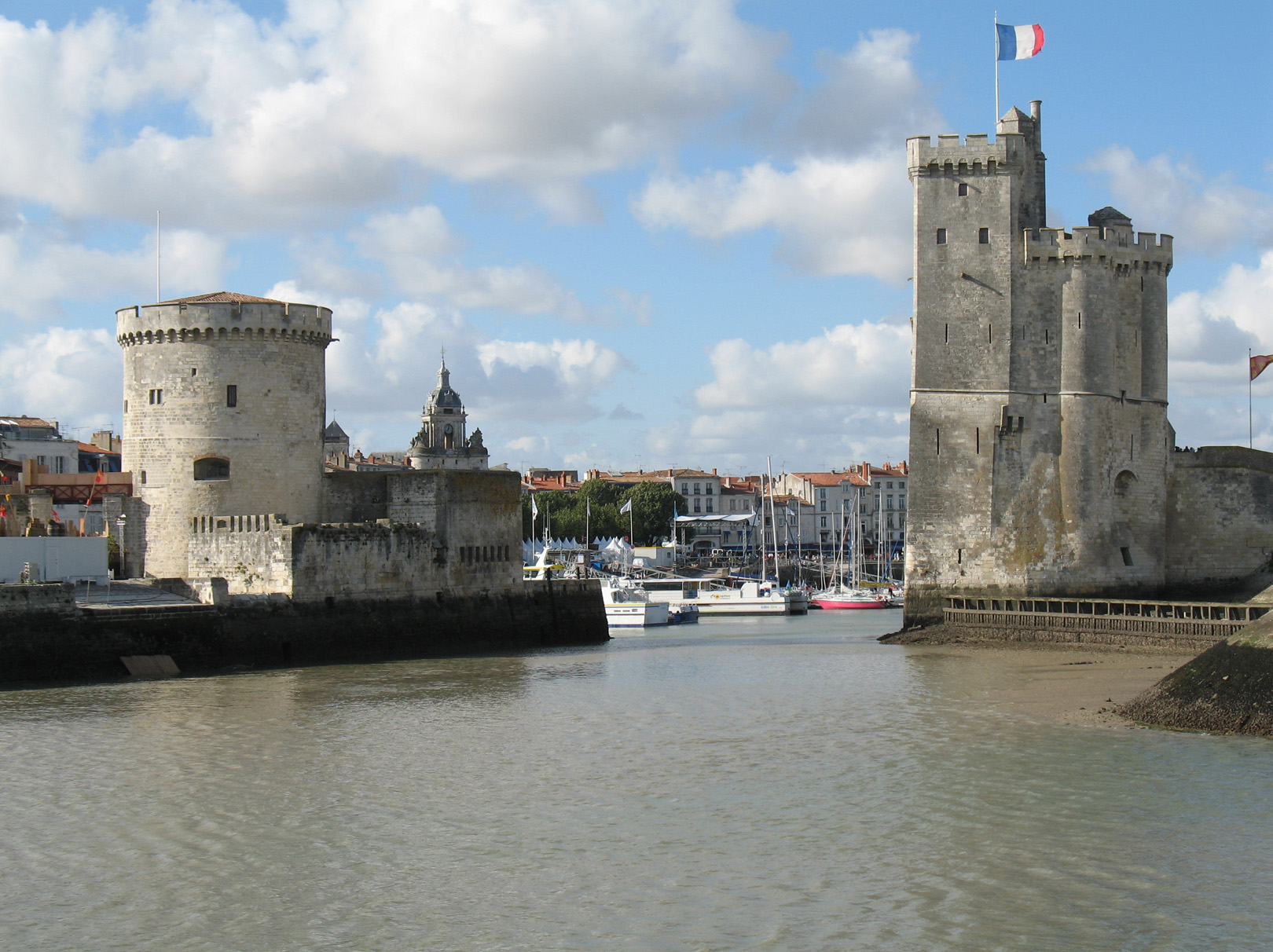
L'entrée du Vieux-Port de La Rochelle.

- Les tours Saint-Nicolas, de la Chaîne, de la Lanterne (ou des Quatre Sergents).
- L'hôtel de ville Renaissance.

À Surgères :
- L'église romane Notre-Dame de Surgères

À Rochefort :
- La Corderie royale.

## Habitants
Avant 1374, date de création de la province aunisienne, les Aunisiens représentent une partie des Saintongeais et ne sont pas distincts de ceux-ci.
Dans un dictionnaire du XIXe siècle, se trouve le descriptif suivant : les Aunisiens sont en général doués d'une grande force physique et d'un caractère ardent et généreux. Le voisinage de la mer, qui leur offre ses richesses, doit influer sur leur vocation ; aussi cette province a-telle fourni au pays des marins illustres et une foule d'hommes distingués dans toutes les carrières qui se rattachent à la navigation. Pleins de franchise et d'aménité, ils pratiquent dans leur pureté primitive les mœurs patriarcales ; et, exempts d'ambition et de haine, ils ne vivent que pour leur famille, partageant gaiement leur temps entre les rudes travaux de leur profession et les joies du foyer domestique.
Sur le plan religieux, une partie des Aunisiens sont protestants. Sous l'Ancien régime, une partie de la population aunisienne a émigré au Canada. Entre 1608 et 1700, il y a 524 Aunisiens dans ce territoire.

### Personnalités liées à l'Aunis
- Amador de la Porte, Gouverneur des pays de Saintonge et de l'Aunis.

## Source partielle
Marie-Nicolas Bouillet  et Alexis Chassang (dir.), « Aunis » dans Dictionnaire universel d’histoire et de géographie, 1878 (lire sur Wikisource)
- Henri Enjalbert, Aunis, Saintonge, Angoumois, Éd. Horizons de France, 1967
- Frédéric Zégierman, Le Guide des pays de France, tome Nord, éditions Fayard, 1999.
- Gil Arqué, L'Aunis avant "son histoire", état de la question et perspectives - 1 - Pré et protohistoire, in : Revue de la Saintonge et de l'Aunis, Tome XLIV, 2019, pp. 7–38